# Folkets röst (1943)
Folkets röst var en dagstidning anknuten till Sveriges kommunistiska parti (SKP, nuvarande Vänsterpartiet) utgiven 1943–1957. Titeln var inledningsvis Folkets röst, i december 1956 Veckotidningen Folkets röst.

## Historik
Tidningen gavs ut från den 21 maj 1943 till den 28 mars 1957. Tidningen kom från 1945 till 10 januari 1947 ut en gång i veckan på fredagar, 1947 till januari 1950 på torsdagar, 1950 till september 1954 åter på fredagar innan den blev sexdagarstidning från oktober 1954 till november 1956. Då återgick den till endagarsutgivning till nedläggningen.

## Tryckning, pris och upplaga
Tidningen trycktes hela utgivningstiden på Tryckeriaktiebolaget Västermalm i Stockholm. Under 1953 fick tryckeriet en ny rotationspress. Den nya tryckpressen gav möjlighet till att trycka vissa dekorelement i annan färg än svart åren 1953–1957.
Priset för tidningen var 10–14 kr 1945–1951. Den dagliga tidningen 1954–1956 kostade 44 kr, men då kunde man fortsatt ha en veckoupplaga som kostade 12 kr. Sista året kostade tidningen 15 kr. Sidantal i tidningen var 10–20 sidor, när den var daglig sex dagar i veckan 12 sidor, som veckotidning sista året 16 sidor.
1943 var upplagan 7 500 och steg 1946 och 1947 till över 11 000, föll sedan till 8 000 1948–1949 för att 1950 ha kommit under 5 000.

## Redaktion
| Period                 | Ansvarig utgivare | Period                 | Redaktör          | Titel              |
| ---------------------- | ----------------- | ---------------------- | ----------------- | ------------------ |
| 1945-01-05--1957-03-28 | Eurén, Richard    | 1945-01-05--1945-01-12 | Holm, Evert       |                    |
|                        |                   | 1945-01-19--1948-10-28 | Nordlander, Henry |                    |
|                        |                   | 1948-11-04--1953-09-25 | Andersson, Johan  | lokalredaktör      |
|                        |                   | 1953-10-01--1954-12-31 | Forslund, Rolf    | lokalredaktör      |
|                        |                   | 1955-03-15--1957-03-28 | Francke, Per      | Stockholmsredaktör |